# بيرليه أو بويس
بيرليه أو بويس (بالفرنسية: Berles-au-Bois)‏ هي بلدية تقع في إقليم باد كاليه من منطقة نور با دو كاليه في شمال فرنسا. تبلغ مساحة هذه المدينة 8.9 (كم²)، وترتفع عن سطح البحر 102 م، يبلغ عدد سكانها 506 نسمة حسب إحصاء المعهد الوطني للإحصاء والدراسات الاقتصادية سنة 2009 م. وترأس ميشيل بيتي البلدية خلال فترة (2008-2014).